# 东垦山
东垦山，位于中华人民共和国浙江省东北部舟山群岛中部的一座岛屿，隶属于浙江省岱山县东沙镇管辖。东垦山地处岱山岛西北岸外1.6千米处，呈“山”字形，长900米，宽600米，海岸线长2.77千米，陆地面积0.267平方千米，最高点海拔78.4米。东垦山岛原为岱山县东垦山石料厂的生产基地，现已废弃。
2013年，岱山本岛北部促淤围涂工程启动，计划在岱山岛北部促淤造陆3万亩。工程先期建设的野猪头—东垦山（长1468米）和西垦山—东垦山（2370米）两条促淤堤分别于2014年10月25日和2015年8月15日完工，使得东垦山与岱山岛和西垦山连为一体。